# NGC 6182
NGC 6182 (другие обозначения — UGC 10424, MCG 9-27-48, ZWG 276.24, PGC 58338) — спиральная галактика (Sa) в созвездии Дракон.
Этот объект входит в число перечисленных в оригинальной редакции «Нового общего каталога».